# Soeda Azenbō
Soeda Azenbō (添田 唖蝉坊) est un chanteur japonais né le 25 décembre 1872 et mort le 8 février 1944. Il est une des principales figures des sōshi enka, chanteurs de rue dont le contenu des paroles critique souvent le pouvoir de manière satirique. Il commence à parcourir le pays à la fin des années 1880, et ses chants sont souvent imprimés et vendus sous forme de feuilles volantes dans tout le pays.

## Sources